# Virgínio Veloso Borges
Virgínio Veloso Borges (Pilar, Paraíba, 27 de março de 1886 – Rio de Janeiro, 18 de fevereiro de 1966) foi um farmacêutico, médico e político brasileiro.
Filho de Anísio Pereira Borges e de Virgínia Veloso Borges. Casou com Priscila Freire Veloso Borges, com quem teve cinco filhos. Sua filha Germana Veloso Borges casou com João Úrsulo Ribeiro Coutinho Filho, deputado federal pela Paraíba de 1946 a 1951 e de 1955 a 1963. Seu irmão Manuel Veloso Borges foi senador pela Paraíba, de 1935 a 1937.
Foi eleito em senador pela Paraíba em 1951, exercendo o mandato de janeiro de 1952 a janeiro de 1955.